# Vương tộc Zähringen
Nhà Zähringen (tiếng Đức: Zähringer) là một triều đại của giới quý tộc Swabia. Tên của gia tộc này bắt nguồn từ Lâu đài Zähringen gần Freiburg im Breisgau. Những người đứng đầu Nhà Zähringer vào thế kỷ XII sử dụng tước hiệu Công tước xứ Zähringen, đây là tước hiệu được trao để đền bù cho việc gia tộc này nhường tước hiệu Công tước xứ Swabia cho Gia tộc Staufer vào năm 1098. Người Nhà Zähringer được phong tước hiệu đặc biệt là Rector của xứ Burgundy vào năm 1127, và họ tiếp tục sử dụng cả hai tước hiệu này cho đến khi dòng công tước tuyệt tự vào năm 1218.
Các lãnh thổ và thái ấp do Zähringer nắm giữ được gọi là 'Công quốc Zähringen' (Herzogtum Zähringen), nhưng nó không được coi là một công quốc ngang hàng với các công quốc gốc có trước đó. Người nhà Zähringer đã cố gắng mở rộng lãnh thổ của họ ở Swabia và Burgundy thành một công quốc được công nhận đầy đủ, nhưng việc mở rộng của họ đã bị dừng lại vào những năm 1130 do mối thù với Vương tộc Welf. Theo đuổi tham vọng lãnh thổ của mình, Zähringer đã thành lập nhiều thành phố và tu viện ở hai bên rìa của Rừng Đen, cũng như ở Cao nguyên phía tây Thụy Sĩ. Sau sự tuyệt tự của dòng dõi công tước vào năm 1218, các phần lãnh thổ của gia tộc được trở lại với vương quyền (đạt được quyền hoàng gia ngay lập tức), trong khi các phần khác được chia cho các gia tộc của Kyburg, Urach và Fürstenberg.

## Lịch sử

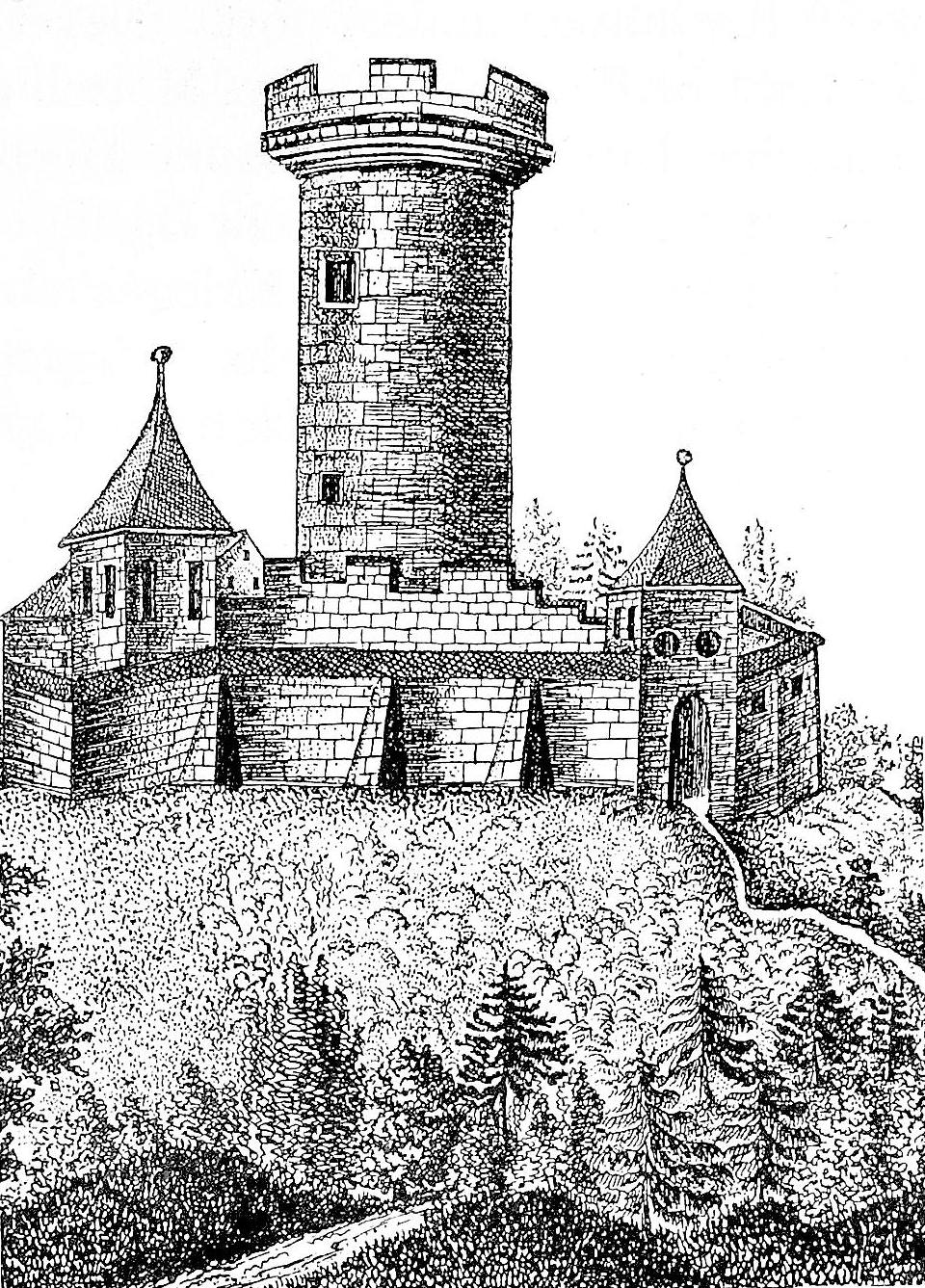
Lâu đài Zähringen, năm 1500

Tổ tiên sớm nhất được biết đến của gia tộc này là Berthold, Bá tước ở Breisgau (mất năm 982), người được nhắc đến lần đầu tiên vào năm 962. Theo tên của ông, ông có thể có quan hệ họ hàng với triều đại Alemannic Ahalolfing.
Cháu cố của Bá tước Berthold, sau này là Berthold II, Công tước xứ Carinthia (sau khi mất được gọi là Berthold I xứ Zähringen, khoảng năm 1000–1078), nắm giữ một số lãnh chúa (Herrschaft) ở Breisgau, ở Thurgau, Ortenau và Baar. Theo mẹ, ông có quan hệ họ hàng với gia tộc Hohenstaufen đang nổi lên. Hoàng đế Heinrich III của Thánh chế La Mã đã hứa trao cho chư hầu Berthold Công quốc Swabia, nhưng lời hứa này không được thực hiện, vì sau khi Heinrich qua đời, góa phụ Agnes xứ Poitou của ông đã bổ nhiệm Bá tước Rudolf xứ Rheinfelden vào vị trí Công tước xứ Swabia vào năm 1057. Để đền bù, Berthold được phong làm Công tước xứ Carinthia và Margrave xứ Verona vào năm 1061. Tuy nhiên, phẩm giá này chỉ là danh nghĩa, và sau đó Berthold đã mất nó khi, trong quá trình Tranh cãi việc bổ nhiệm giáo sĩ, ông đã tham gia vào cuộc nổi dậy của đối thủ cũ Rudolf xứ Rheinfelden chống lại Hoàng đế Heinrich IV của Thánh chế La Mã vào năm 1073.
Con trai của Berthold là Berthold II xứ Swabia (khoảng 1050–1111), người giống như cha mình đã chiến đấu chống lại Heinrich IV, đã thừa kế rất nhiều đất đai từ con trai của Rudolf là Bá tước Berthold xứ Rheinfelden vào năm 1090 (mặc dù không phải là tước hiệu của ông, mà vẫn thuộc về gia tộc von Wetter-Rheinfelden). Berthold II được gọi như vậy là Công tước xứ Swabia (theo Berthold xứ Rheinfelden, công tước đầu tiên của Swabia cùng tên) và là người đứng đầu Nhà Zähringen (theo cha mình, người được coi là Berthold I của Zähringen mặc dù trong lịch sử không sử dụng tên Zähringen). Berthold II đã sử dụng tên Zähringen, mặc dù ông đã chuyển nơi cư trú chính của mình từ Lâu đài Zähringen đến Lâu đài Freiburg mới xây dựng vào năm 1091.
Năm 1092, Berthold II được bầu làm Công tước xứ Swabia chống lại Friedrich I xứ Hohenstaufen. Năm 1098, ông hòa giải với Friedrich, từ bỏ mọi yêu sách đối với Swabia và thay vào đó tập trung vào các tài sản của mình ở vùng Breisgau, lấy danh hiệu Công tước xứ Zähringen. Ông được kế vị lần lượt bởi các con trai của mình, Berthold III (mất năm 1122) và Conrad (mất năm 1152).
Năm 1127, sau vụ ám sát cháu trai Bá tước Wilhelm III xứ Bourgogne, Conrad đã tuyên bố thừa kế Bá quốc Bourgogne từ Bá tước Renaud III xứ Mâcon. Renaud đã thắng thế, mặc dù ông phải nhượng lại phần lớn đất đai Transjuranian phía đông cho Conrad, người sau đó được Hoàng đế Lothar III của Thánh chế La Mã bổ nhiệm làm 'Rector' của Vương quốc Đế chế Bourgogne-Arles. Chức vụ này được xác nhận vào năm 1152 và do các công tước Zähringer nắm giữ cho đến năm 1218. Do đó, đôi khi họ được gọi là 'Công tước xứ Bourgogne', mặc dù Công quốc Bourgogne hiện tại không phải là thái ấp của Thánh chế La Mã mà là của Pháp. Công tước Berthold IV xứ Zähringen (mất năm 1186), người đã nối nghiệp cha mình là Conrad và thành lập thành phố Fryburg của Thụy Sĩ (ngày nay là Fribourg-Freiburg) vào năm 1157, đã dành phần lớn thời gian của mình ở Bán đảo Ý theo lệnh của Hoàng đế Friedrich I của Thánh chế La Mã.
Con trai và người kế vị của ông là Berthold V xứ Zähringen, đã thể hiện tài năng của mình bằng cách hạ bệ giới quý tộc Bourgogne. Vị công tước sau này là người sáng lập thành phố Bern vào năm 1191, và khi ông qua đời vào tháng 2 năm 1218, dòng dõi công tước của Zähringer đã tuyệt tự. Trong số các danh hiệu khác, gia tộc Zähringen đóng vai trò là Reichsvogt của khu vực Zürichgau.
Sau khi dòng dõi công tước tuyệt tự vào năm 1218, phần lớn lãnh thổ rộng lớn của họ ở Breisgau và Thụy Sĩ ngày nay đã trở lại với vương miện, ngoại trừ các danh hiệu allodial, được chia cho các Bá tước Urach (sau này tự gọi mình là bá tước Freiburg) và các Bá tước Kyburg, cả hai đều là hậu duệ của các chị em gái của Berthold V. Chưa đầy 50 năm sau, gia tộc Kyburg đã tuyệt tự và phần lớn lãnh thổ của họ được Nhà Habsburg thừa kế. Bern đạt được vị thế là một Thành bang đế chế, trong khi các thành phố khác (như Fribourg-Freiburg) chỉ đạt được vị thế tương tự vào giai đoạn sau này trong lịch sử.

## Quyền sở hữu và lãnh thổ
Berthold I (tổ tiên của cả Nhà Zähringen và Nhà Baden) nắm giữ các tước hiệu bá tước của Breisgau và Thurgau, cũng như là quan chức ở Stein am Rhein (thuộc sở hữu của giám mục xứ Bamberg). Bá quốc Thurgau đã mất vào khoảng năm 1077.
Năm 1098, Berthold II, người sáng lập ra Nhà Zähringen, đã tiếp quản Lâu đài Zähringen và quyền tài phán đối với Zürich (cùng với Bá tước xứ Lenzburg cho đến năm 1173). Quyền sở hữu Bá quốc Rheinfelden và Burgdorf cũng có từ khoảng năm 1198.
Chức 'rectorate' của Bá quốc Bourgogne được cấp vào năm 1127 (thừa kế của Otto-Wilhelm, Bá tước Bourgogne). Quyền sở hữu Bourgogne bị tranh chấp, và quyền cai trị trên thực tế của Zähringer bị giới hạn ở các phần của Thượng Bourgogne phía đông Jura và phía bắc Hồ Geneva. Các vùng lãnh thổ phía nam Hồ Geneva đã được nhượng cho Bá quốc Savoia và Provence vào năm 1156. Để đền bù, Berthold IV đã nhận được quyền tấn phong cho các giám mục xứ Geneva, Sion và Lausanne, trên thực tế chỉ được thực hiện trong trường hợp của Lausanne.
Việc các Bá tước xứ Lenzburg bị xóa sổ vào năm 1173 đã củng cố vị thế của Zähringer ở phía nam sông Rhein, nhưng quá trình mở rộng lãnh thổ của họ đã bị dừng lại sau khi họ ủng hộ Nhà Welf trong cuộc đấu tranh bất thành chống lại Konrad III của Đức trong giai đoạn 1138–1152. Điều này đã làm thất bại tham vọng của họ trong việc tạo ra một công quốc lãnh thổ liền kề nằm giữa Swabia và Bourgogne, bất chấp những nỗ lực gần đây của Berthold V nhằm gia tăng ảnh hưởng lãnh thổ của mình (người mà mãi đến năm 1210 vẫn nhắm đến việc tiếp quản quyền tài phán đối với St. Gallen).
Thay vì mở rộng lãnh thổ, các công tước xứ Zähringen từ những năm 1150 tập trung vào việc giành quyền kiểm soát phong kiến trực tiếp hơn đối với các lãnh thổ mà họ đã có. Điều này bao gồm chính sách mở rộng các khu định cư thành các thị trấn hoặc thành phố kiên cố và xây dựng các lâu đài mới, chủ yếu ở các lãnh thổ của họ phía bắc sông Rhein. Sự xâm phạm của họ đối với quyền của giới quý tộc comital ở phía nam sông Rhein dường như đã bị phản kháng, chủ yếu là thụ động, nhưng trong trường hợp của các lãnh chúa Glâne và Thun trong một cuộc nổi loạn công khai vào năm 1191.
Sự phân mảnh của các vùng đất của Zähringer sau năm 1218 là một yếu tố quan trọng trong các phong trào cộng đồng vào cuối thời kỳ trung cổ trong khu vực, bao gồm cả sự trực thuộc đế quốc của Bern và Zürich, và sự phát triển của Liên bang Thụy Sĩ Cũ vào đầu thế kỷ 14.[1]